# كونواي فاريل
كونواي فاريل هو طيار بطل كندي، ولد في 22 مايو 1898 في سميث فولس في كندا، وتوفي في 31 مارس 1988 في Ganges, British Columbia ‏ في كندا.